# دانيانغ، جيانغسو
دانيانغ، جيانغسو (بالصينية: 丹阳市 )‏ هي مدينة على مستوى مقاطعة، في جمهورية الصين الشعبية، تتبع تشنجيانغ، تبلغ مساحتها 1,023 كيلومتر مربع، رمزها البريدي هو 212300.

## مدن توأم
المدن التوأم:
- إيليكتروستال.

## التقسيمات الإدارية
- Situ  [لغات أخرى]‏
- Yanling Town  [لغات أخرى]‏
- Yunyang Subdistrict  [لغات أخرى]‏.

## أعلام
- تشن لينغ